# Самоопределение
Самоопределение (англ. self-determination; нем. Selbstbestimmung) — может означать:
1. Понимание или детерминация субъектом своей собственной природы или основных свойств.
2. Сознательный акт выявления и утверждения собственной позиции в проблемных ситуациях.
3. Право нации, народа и т. д. самому определять форму правления без вмешательства извне.

Самоопределение, самоназначение — понятие этики, противоположное понятиям косности, «инертности сердца». Самоопределение является деятельным отношением к ситуации, бескорыстным и даже связанным с риском, поскольку оно направлено на защиту этических ценностей от того, что им угрожает. Понятие самоопределения имеется уже у Кьеркегора и снова возрождается у Ясперса, а также у Хайдеггера и Сартра. Сущность самоопределения характеризуется словами, произнесенными якобы Наполеоном I: on s'engaga, puis on voit (дословно — «определяют тебя [для чего-либо], а потом смотрят»), то есть только наблюдают последствия. У Сартра самоопределение характеризуется следующим образом: «Человек, совершающий самоопределение и благодаря этому выясняющий для себя, что он не только тот, быть которым избрал для себя, но и законодатель, одновременно с самим собой избирающий все человечество, — этот человек едва ли должен избегать чувства своей полной и глубокой ответственности» («L'existentialisme est im humanisme», 1946). см. также труд, пассивизм.
Способностью к самоопределению обладает всякий человек. Данная способность «выражается, прежде всего, в форме умения ориентироваться в собственном пограничном состоянии, анализировать и подвергать критике свои границы, пределы, рубежи, а также устанавливать желаемые рамки „своего“ в противовес „иному“».
Философская идея самоопределения возникла в XVIII веке в связи с интересом к свободе и примату воли личности. Понятие употреблялось применительно к любой группе, которая, как полагали, обладала коллективной волей. В XX веке стало применяться в основном к нациям.
Самоопределение в мыследеятельности (МД):
Прежде чем войти в схему и коллективную МД, субъект может и должен определить возможности и границы своего мышления.
«Модальная рефлексия позволяет рассмотреть себя самого как некую потенциальную „фигуру“ в деятельности, ответить на вопрос о возможностях и перспективах участия в каких-либо проектах, программах. Самоопределение связано с экзистенциальным риском»
Вопросы для самоопределения/модальной рефлексии:
- Что я могу сделать в силу имеющихся способностей в рамках рабочего процесса?
- Какой вклад я могу внести в коллективную мыследеятельность и каковы мои возможности?
- Что я должен делать, заняв позицию, и что такая акция требует от меня?
- Каких изменений и преобразований в себе и какого целенаправленного и искусственного развития требует участие в деятельности?

Самоопределение или позиционирование в Организационно-деятельностной игре

Схема этапов Организационно-деятельностной игры

Позиционирование является одной из ключевых организационных «линий»/этапов, которые обеспечивают место для Мышления внутри практики ОДИ.
В ОДИ выделяют:
- этап проблематизации, то есть расчистка поля;
- схематизация ситуации;
- этап самоопределения или позиционирования;
- этап объективации.

«Осуществление коллективной мыследеятельности требует самоопределения в позиции, в ситуации и в системе деятельности; если этого нет, то невозможны взаимопонимающая коммуникация между участниками игры, взаимодействие и совместное действие»
«…Самоопределение должно совершаться, а не только называться…<…> С точки зрения игрока, это означает, что он должен „войти“, „встать“ на то или иное место в схеме и начать по её организационной логике осуществлять пробующие ходы и ситуативные действия». Позицию важно не только занять, нужно её удержать и сделать значимой для других участников процесса.

Схема пространства самоопределения